# Margarete Gutöhrlein
Margarete Gutöhrlein (* 9. August 1883 in Berlin als Margarethe Pauline Samuel; † 15. Juni 1958 in Schwäbisch Hall) gründete das erste Albert-Schweitzer-Kinderdorf in Deutschland.

## Biographie
Margarete Gutöhrlein wurde als Tochter des Fabrikanten Julius Samuel und dessen Ehefrau Helene geb. Koppel in Berlin geboren. Die Eltern waren jüdischer Konfession. Das Mädchen besuchte eine Privatschule und ein Mädchengymnasium. Mit 16 ging sie nach Schottland und legte dort in einer Mädchenpension ein Englischexamen ab. 1907 heiratete sie in Charlottenburg den Zahnarzt Horst Knospe. Der Ehe entsprangen drei Töchter. Die Familie zog nach Königsberg. Im dortigen Dom ließ sich Margarete 1910 evangelisch taufen. Während ihrer Ehe erlernte sie die Schauspielerei bei Max Reinhardt am Deutschen Theater in Berlin. 1915 ließ sie sich scheiden. Im Ersten Weltkrieg macht sie eine Ausbildung zur Krankenschwester. 1917 heiratete sie in Berlin-Wilmersdorf in zweiter Ehe den Polizeikommissar Ernst Hugo Müser. Auch diese Ehe wurde 1921 geschieden. Im selben Jahr heiratete sie den durch den Bau der Bagdad-Bahn reich gewordenen Kaufmann Georg Gutöhrlein aus Württemberg.
Zwei ihrer drei Töchter ergriffen ebenfalls den Beruf der Schauspielerin und begannen als „Sister G.“ eine internationale Varieté-Karriere und spielen in amerikanischen Spielfilmen mit. Gutöhrlein begleitete ihre Töchter auf Tourneen durch Europa und die USA.
Mit ihrem dritten Ehemann Georg Gutöhrlein zog sie 1927 zusammen mit zwei Töchtern aus erster Ehe von Berlin nach Schwäbisch Hall. Obwohl sie in der NS-Zeit durch ihren nichtjüdischen Ehemann vor Deportationen geschützt war, fühlte sie sich zunehmend bedroht. Aus diesem Grund strengte sie einen kostspieligen und nervenaufreibenden Prozess an – erfolgreich: Das Landgericht Berlin erklärte sie nachträglich am 4. Februar 1942 für unehelich, damit wurde Margarete offiziell zur "Halbjüdin". 1945 übernahm Margarete Gutöhrlein aufgrund ihrer Ausbildung und ihrer Englischkenntnisse im Auftrag der amerikanischen Militärregierung die Leitung des Roten Kreuzes in Schwäbisch Hall. Dort sorgte sie unter anderem für Unterbringung und Pflege entlassener Soldaten und zahlreicher Flüchtlinge, unter denen sich auch zahlreiche Kinder befanden.
Nachdem Gutöhrlein Hermann Gmeiner kennengelernt hatte, verschrieb sie sich ab 1956 der Idee, im baden-württembergischen Waldenburg ein Kinderdorf nach dem Vorbild von Robert Corti und Gmeiner zu gründen. Dort sollten verlassene und verwaiste Kinder unabhängig von der Herkunft ihrer Eltern oder ihrer Religionszugehörigkeit leben können.
Am 31. Oktober 1956 gründete Gutöhrlein mit anderen Privatpersonen u. a. Clara von Arnim den Verein „SOS-Kinderdorf Schwäbisch Hall“. Als Kooperationspartner gewann sie den Waldenburger Bürgermeister Franz Gehweiler, der zusammen mit dem Gemeinderat dem Verein ein Grundstück für das Kinderdorf schenkte.
Gutöhrleins Idee einer überkonfessionellen Einrichtung erwies sich als nicht vereinbar mit den Grundsätzen der SOS-Kinderdörfer. Sie entwickelte darum ein eigenes Projekt, für dessen Idee sie den Tropenarzt und Friedensnobelpreisträger Albert Schweitzer für eine Patenschaft gewinnen konnte. Am 11. Dezember 1957 wurde der Verein in „Albert-Schweitzer-Kinderdorf e.V.“ umbenannt.
Margarete Gutöhrlein erlebte die Vollendung ihres Werkes nicht mehr. Nach dem Tode Gutöhrleins 1958 führte ihr Mann Georg Gutöhrlein ihr Werk fort. Ab September 1960 zogen die ersten Kinder mit den Hauseltern in das Kinderdorf Waldenburg ein.
Später entstanden in Deutschland weitere Albert-Schweitzer-Kinderdörfer und -Familienwerke.